# Ciechanów Wąskotorowy
Ciechanów Wąskotorowy – zlikwidowana wąskotorowa stacja kolejowa w Ciechanowie, w województwie mazowieckim, w Polsce.
1915r.- budowa przez wojsko niemieckie polowej kolei o rozstawie 600 mm na trasie Mława-Grudusk-Przasnysz-Pasieki.
1946r.- przejęcie przez państwo kolei cukrowniczych. Budowa murowanej lokomotowni. Wprowadzenie ruchu osobowego na odcinkach Ciechanów - Grudusk i Ciechanów - Krasne. Budowa nowego odcinka Krasne - Maków Mazowiecki - Zamość (1949-1952)
1981r.- wycofanie kursowania osobowych składów na trasie Ciechanów - Krasne.